# Aethodes angustipennis
Aethodes angustipennis är en fjärilsart som beskrevs av George Francis Hampson 1918. Aethodes angustipennis ingår i släktet Aethodes och familjen nattflyn. Inga underarter finns listade i Catalogue of Life.